# Mormant
Mormant è un comune francese di 4 393 abitanti situato nel dipartimento di Senna e Marna nella regione dell'Île-de-France. Nel 1814, durante la guerre napoleoniche, la città fu teatro di una battaglia fra l'esercito francese guidato da Napoleone e gli eserciti della coalizione antifrancese e lo scontro vide la vittoria dei francesi.

## Società

### Evoluzione demografica
Abitanti censiti